# En Piste, regroupement national des arts du cirque
 (septembre 2021).
En Piste, regroupement national des arts du cirque est une association canadienne dont la mission est de promouvoir les arts du cirque et la reconnaissance du milieu auprès du public, des diffuseurs, des instances gouvernementales, des communautés d’affaires et sociales du Canada.
Cette association est née en 1994 grâce à l'initiative de Jan Rok Achard, alors directeur de l’École nationale de cirque.
Son siège social est situé à Montréal.

## Historique
En 1994, une première initiative de la part de Jan Rok Achard, alors directeur de l'École Nationale de cirque, fait appel au milieu pour discuter de la situation des arts du cirque. Ainsi naît La Trac, la table sectorielle des arts du cirque.
En 1996, cette assemblée devient une association et regroupe alors douze entreprises. Sa mission est à ce moment, de faire reconnaître les arts du cirque et de mettre en place des actions pour multiplier les occasions d'affaires des entreprises membres. Le cirque Parasol naît de ce regroupement.
Au cours des années suivantes, les nombreux besoins spécifiques des gens de la piste amènent le regroupement à élargir ses réflexions et ses actions à l'ensemble du milieu du cirque, soit les artistes, créateurs, formateurs, entreprises, institutions d'enseignement, diffuseurs, etc.
Pendant que l'année des arts du cirque se déroule en France, c'est aussi en 2001 que les arts du cirque sont reconnus officiellement par le Conseil des arts et des lettres du Québec.

## Réalisations
1996
Création d’En Piste.
1997
Incorporation d’En Piste.
1999
Premiers États généraux des arts du cirque à l’initiative d’En Piste.
En Piste, le Cirque du Soleil et l’École nationale de cirque travaillent à un projet de Cité des arts du cirque qui deviendra, en 2004, La Tohu.
2001
Une première victoire pour l’organisme et ses membres : le Conseil des arts et des lettres du Québec (CALQ) reconnaît les arts du cirque comme un art à part entière.
2003
En Piste s’installe dans des nouveaux bureaux à même la Cité des arts du cirque.
Reconnu par Emploi Québec et le CQRHC, il devient apte à offrir de la formation professionnelle continue à ses membres.
2004
La Tohu est créée.
2007
Tenue des seconds États généraux des arts du cirque. Pour la première fois, des fonctionnaires prennent part aux discussions, permettant ainsi d’extérioriser le dialogue.
2008
Reconnaissance des arts du cirque par le Conseil des arts de Montréal. Montréal, le 1er février 2008 – Le Maire de Montréal, M. Gérald Tremblay, et la présidente du Conseil des arts de Montréal, Mme Louise Roy, annoncent que le Conseil des arts apportera désormais son soutien à la création, la production et la diffusion des arts du cirque sur le territoire de l'île de Montréal.
2009
Présente un bilan des Espaces Cirque à Montréal (57 pages). Le guide, évolutif et produit avec le soutien financier du Conseil des arts de Montréal, dresse le bilan des endroits où il est possible de pratiquer et présenter des numéros et spectacles de Cirque à Montréal par quartiers et sous-catégories bien identifiées.
Participe à la création du Festival Montréal complètement cirque. Les médias feront d’ailleurs état de leur surprise face à une collaboration aussi large et transparente du milieu cirque montréalais, rendue possible notamment grâce à la médiation d’En Piste.
2010
Première édition du Festival Montréal complètement cirque.
Le forum national tient sa première véritable rencontre pancanadienne.
2011
Publication d’un diagnostic québécois sectoriel[Quoi ?].
Première rencontre internationale à Montréal de « Planète Cirque », comité réunissant 6 directeurs d’associations de cirques contemporains qui abordent des sujets aussi variés que la formation continue, la transition de carrière des artistes et la sécurité au travail. La rencontre aura désormais lieu annuellement dans le cadre de Montréal Complètement Cirque.
Extrait du journal La Presse, 22 juillet 2011 :
« Il y a un grand nombre de sujets que nous voulons aborder, dit encore Suzanne Samson. L’idée est de créer une communauté de travail et d’échanges d’informations, et pourquoi pas une base de données commune avec tous les artistes de cirque qui se produisent partout dans le monde? »
2012

### 2023
Les lauréat·es des premiers Prix de reconnaissance en arts du cirque sont Yamoussa Bangoura, Éliane Bonin et Victor Fomine.